# Krzysztof Mulawa
Krzysztof Mulawa (ur. 24 czerwca 1985 w Siedlcach) – polski polityk i ekonomista, poseł na Sejm X kadencji.

## Życiorys
Ukończył I Liceum Ogólnokształcące im. Bolesława Prusa w Siedlcach oraz studia ekonomiczne w Szkole Głównej Handlowej. Zajął się prowadzeniem własnej działalności gospodarczej, podjął też pracę jako kontroler finansowy. Zaangażował się w działalność polityczną, dołączając do Ruchu Narodowego; stanął na czele mazowieckich struktur tego ugrupowania.
W wyborach w 2019 bez powodzenia kandydował do Sejmu z ramienia Konfederacji Wolność i Niepodległość. W 2023 był liderem listy tej formacji w okręgu siedleckim. Uzyskał wówczas mandat posła X kadencji, zdobywając 14 043 głosy. Został wiceprzewodniczącym Komisji do Spraw Energii, Klimatu i Aktywów Państwowych. W grudniu 2023 powołany w skład komisji śledczej ds. afery wizowej. W 2024 bezskutecznie kandydował na prezydenta Siedlec.

## Wyniki w wyborach ogólnopolskich
| Wybory | Komitet wyborczy | Komitet wyborczy                     | Organ            | Okręg | Wynik        |
| ------ | ---------------- | ------------------------------------ | ---------------- | ----- | ------------ |
| 2019   |                  | Konfederacja Wolność i Niepodległość | Sejm IX kadencji | nr 18 | 1478 (0,33%) |
| 2023   | Sejm X kadencji  | Konfederacja Wolność i Niepodległość | 14 043 (2,60%)   | nr 18 |              |